# Elezioni parlamentari in Romania del 2008
Le elezioni parlamentari in Romania del 2008 si tennero il 30 novembre per il rinnovo della Camera dei deputati e del Senato.
Si trattò della prima volta nella storia della Romania in cui veniva utilizzato un sistema elettorale misto tra maggioritario e proporzionale.
Conseguirono rappresentanza parlamentare i membri di quattro liste, oltre a quelli delle minoranze etniche.
Le consultazioni videro la vittoria del Partito Democratico Liberale, che ottenne più seggi sebbene il Partito Social Democratico avesse ottenuto il maggior numero di voti in entrambe le camere. In seguito all'esito elettorale, Primo ministro divenne il liberal-democratico Emil Boc, sostenuto da un governo di grande coalizione composto dalle due maggiori forze parlamentari.

## Sistema elettorale

### Elaborazione della legge elettorale
Nel 2007 il progetto di elaborazione di una nuova legge elettorale per le parlamentari fu fonte di conflitti istituzionali tra primo ministro e presidente della Romania. Il 29 ottobre 2007 il governo mise la fiducia in parlamento su un disegno di legge che stabiliva l'introduzione di un sistema misto tra maggioritario e proporzionale, che prevedeva la creazione di collegi uninominali che, su turno unico, avrebbero coperto il 50% degli eletti del futuro parlamento, mentre la restante parte sarebbe stata redistribuita in modo proporzionale. Il capo di Stato, invece, convocò un referendum popolare per il 25 novembre 2007, in cui sottoponeva agli elettori il proprio piano per l'introduzione di un sistema di voto maggioritario uninominale su due turni, presentandolo come una soluzione per i mali della politica. Il referendum, tuttavia, non raggiunse il quorum.
Il 12 dicembre 2007 la Corte costituzionale ammise un ricorso del presidente della Romania e decretò che tre articoli della legge elettorale del governo non rispettavano i principi della carta fondamentale, obbligando il parlamento a correggerli. Il governo, quindi, fu costretto a rivedere la variante su cui aveva messo la fiducia. La forma finale della nuova legge vide la luce il 4 marzo 2008 con l'approvazione da parte delle camere. Il 27 agosto 2008 il governo comunicò che il voto si sarebbe svolto il 30 novembre. Nel settembre 2008 l'ordinanza per la definizione dei collegi uninominali fu contestata alla Corte costituzionale dal Partito Grande Romania. I giudici rigettarono il ricorso il 18 novembre 2008.

### Sistema di voto
La Legge 35 pubblicata il 13 marzo 2008 introduceva un sistema misto con l'elezione dei parlamentari in collegi uninominali in base al principio della rappresentanza proporzionale, con l'elezione di un deputato ogni 70.000 abitanti e di un senatore ogni 160.000 abitanti. La Legge 35/2008 prevedeva l'elezione diretta su un turno unico nei 452 collegi uninominali (315 alla camera e 137 al senato) solamente dei candidati che ottenevano il 50%+1 dei voti, mentre gli altri posti in parlamento sarebbero stati assegnati in modo proporzionale ai rappresentanti dei partiti in base ai voti ottenuti (con una ripartizione prima a livello distrettuale e, poi, nazionale). Per i partiti veniva introdotta una soglia di sbarramento del 5% a livello nazionale, oppure di un minimo di sei collegi uninominali alla camera dei deputati e tre al senato.
Ad ognuno dei partiti delle minoranze etniche era garantito un rappresentante alla camera dei deputati a prescindere dalla soglia di sbarramento, a condizione che ottenessero un numero di voti pari o superiore al 10% del numero medio di voti per l'elezione di un deputato.
La legge introdusse per la prima volta l'elezione dei rappresentanti per la circoscrizione estero (quattro per la camera dei deputati e due per il senato). Prima della riforma i voti della sezione estero erano aggiunti a quelli della circoscrizione di Bucarest.
Secondo gli artt. 36 e 37 della costituzione avevano diritto al voto i cittadini di almeno 18 anni di età, mentre per candidarsi alle camere era necessario aver compiuto 23 anni (deputati) o 33 anni (senatori).
Si iscrissero alla competizione elettorale 2.960 candidati, di cui 31 indipendenti. Le donne rappresentavano il 14% del totale. Numerosi candidati presentati dai partiti provenivano dal mondo della musica, del cinema e dello spettacolo, scelta che rispondeva alla logica di massimizzazione del capitale elettorale nei collegi uninominali per via della loro popolarità.
Come conseguenza della riforma costituzionale del 2003, per la prima volta dal 1989 le elezioni parlamentari erano disgiunte da quelle presidenziali, la cui organizzazione era prevista per l'anno successivo. Sul piano politico l'effetto fu quello di limitare il ruolo trainante del candidato alla presidenza della Romania per il partito che lo sosteneva.
Il voto era previsto nell'intervallo orario tra le 7:00 e le 21:00.

## Quadro politico
Le elezioni parlamentari del 2004 videro il successo della coalizione di centro-destra Alleanza Giustizia e Verità, composta dal Partito Nazionale Liberale (PNL) di Călin Popescu Tăriceanu e dal Partito Democratico (PD) di Traian Băsescu. Mentre il leader del PNL assunse la guida del governo, il capo del PD divenne presidente della Romania. Il rapporto tra le due cariche dello Stato fu caratterizzato da continui contrasti, emersi nell'estate del 2005 dopo il rifiuto del premier di dare le dimissioni per consentire la celebrazione di elezioni anticipate.
Nel dicembre 2006 le scelte di sostenere Băsescu contro Tăriceanu e di promuovere una fusione con il PD, furono causa di una scissione del PNL, che perse un terzo dei propri parlamentari, che fondarono il Partito Liberale Democratico (PLD), presieduto da Theodor Stolojan.
Al culmine delle dispute politiche con il capo di Stato, nell'aprile 2007 Tăriceanu decise di espellere il PD dal governo e di formare insieme all'Unione Democratica Magiara di Romania (UDMR) un nuovo esecutivo che non godeva della maggioranza parlamentare. Il governo Tăriceanu II, infatti, fu sostenuto esternamente e in modo discontinuo dal maggior gruppo di opposizione, il Partito Social Democratico (PSD) di Mircea Geoană, che ottenne ampie concessioni per la realizzazione di misure sul piano sociale.
Nel maggio 2007 il PNL si unì ai partiti di opposizione, fatta esclusione di PD e PLD, nell'appoggiare una proposta di impeachment contro Băsescu, ritenuto reo di aver violato la costituzione e il principio di imparzialità della sua funzione. Il referendum per la sua destituzione del 19 maggio, tuttavia, rimase sotto il quorum e Băsescu poté rientrare in carica dopo una breve sospensione.
In seguito all'ingresso nell'Unione europea del 1º gennaio 2007, la Romania organizzò le prime elezioni per il parlamento europeo nel novembre 2007. Il PD, sostenuto apertamente da Băsescu, risultò il primo partito (29%), mentre il PSD arrivò secondo (23%) e il PNL terzo (13,44%). Il mese successivo il PD e il PLD di Stolojan si fusero in un nuovo soggetto chiamato Partito Democratico Liberale (PDL) e guidato da Emil Boc.
I sondaggi del 2007 e 2008 confermarono il trend, ribadito dai risultati delle elezioni locali del giugno 2008, alle quali il PDL ottenne il maggior numero di preferenze, malgrado il più alto numero di sindaci, consiglieri locali e presidenti distrettuali eletti appartenessero al PSD. Il PNL, terzo, risentì degli effetti dell'erosione della popolarità del governo.
Il periodo tra il 2004 e il 2008, sebbene caratterizzato da conflitti istituzionali tra il presidente della Romania e gli altri attori politici, fu segnato da una costante crescita economica e da misure di rilassamento fiscale che favorirono gli investimenti. I propositi del governo sul rafforzamento dell'indipendenza della giustizia e della lotta alla corruzione, tuttavia, rimasero incompleti. Alla fine del 2008 apparvero i primi segnali di stagnazione, inizialmente sminuiti dalle autorità, dovuti all'espandersi della grande recessione a livello globale.

## Campagna elettorale
La campagna elettorale si aprì il 31 ottobre 2008 e si concluse trenta giorni dopo.
A causa delle incertezze dovute al nuovo sistema di elezione misto, secondo gli osservatori politici i partiti puntarono ad una campagna elettorale prudente, evitando profondi dibattiti sui temi di grande interesse nazionale, quali l'inizio della crisi economica. Allo stesso modo gli analisti espressero dubbi sull'effettiva sostenibilità delle promesse dei programmi presentati.

### Partito Democratico Liberale
Il 1º settembre 2008 il presidente del partito Emil Boc assunse la guida della campagna elettorale, con l'assistenza di Vasile Blaga. Il 12 settembre 2008 il collegio di direzione del PDL indicò Theodor Stolojan come candidato alla funzione di primo ministro.
La campagna del PDL fu influenzata dalla figura dominante del capo di Stato Traian Băsescu, ingaggiato in un duro confronto con il governo e le altre forze parlamentari, nonostante fosse formalmente indipendente così come previsto dalle norme costituzionali. Nel discorso del PDL, carico di accenti populisti, gli altri partiti (PNL e PSD) rappresentavano la manifestazione della corruzione, del clientelismo e della politicizzazione della pubblica amministrazione, contro cui retoricamente Băsescu e Boc si battevano. A tal proposito lo slogan scelto per la campagna elettorale fu «Loro con loro. Noi con voi» («Ei cu ei. Noi cu voi»). Il PDL si fece promotore di un'iniziativa di revisione della costituzione per l'adozione di un parlamento monocamerale composto da 300 membri. Il gruppo di Boc voleva mostrarsi agli occhi degli elettori come l'unico partito in grado di riformare la classe politica, ritenuta colpevole delle ristrettezze della popolazione. Il partito, quindi, promise massicci aumenti per le pensioni e per gli stipendi di tutte le categorie professionali, ritenute vittime delle scelte del potere politico.
Nell'ottobre 2008 Băsescu intervenne nel dibattito sulla legge per la maggiorazione dei salari dei professori del 50%, approvata dal parlamento, ma rivista da un'ordinanza di governo a causa dell'impatto previsto sul bilancio. Il presidente della Romania affermò che i problemi invocati dal governo non erano reali e, al contrario, esortò anche altri sindacati a chiedere aumenti. Allo stesso modo provò a ridimensionare i rischi dell'incipiente recessione, rassicurando gli elettori sulla stabilità dei conti della Romania e indicando altre priorità, quali la sanità, l'istruzione, il calo della natalità e la riforma della giustizia.
Sul piano economico il programma del PDL proponeva un salario minimo di 1.000 lei, facilitazioni alle imprese per le assunzioni di giovani, la riduzione delle tasse per i redditi più bassi e il mantenimento della flat tax al 16% per tutte le altre categorie. Per la protezione della piccola e media impresa consigliava l'introduzione di un regime fiscale differenziato rispetto alle grandi aziende. Il profitto rinvestito in produzione, formazione professionale, ricerca e sviluppo non sarebbe stato tassato, mentre il valore del PIL per la ricerca avrebbe dovuto raggiungere l'1,5%. Tra gli altri piani di sostegno il PDL prometteva sovvenzioni di oltre 300 euro per ettaro coltivato agli agricoltori, progetti gratuiti di riconversione professionale per gli abitanti delle aree rurali, l'istituzione di una pensione sociale minima, misure per la crescita del salario medio lordo del 75%, l'ancoraggio del salario minimo (al 50%) e delle pensioni minime (al 45%) al salario medio. Sempre sul piano previdenziale un eventuale governo PDL avrebbe promosso l'istituzione di un fondo di garanzia per i partecipanti al sistema di pensionistico privato. In base ai progetti del partito, il tasso di occupazione sarebbe dovuto passare dal 59% del 2008 al 65% del 2012.
Il programma del PDL riprese l'attuazione del "Patto nazionale per l'educazione", un documento promosso nel marzo 2008 da Băsescu, che si proponeva di favorire l'autonomia scolastica sul piano didattico e finanziario, oltre a riconoscere il 6% del PIL annuo all'istruzione. Un ulteriore 6% sarebbe stato assegnato alla sanità.
Tra gli altri punti il PDL proponeva l'istituzione di un ministero per l'integrazione europea, la realizzazione di 1.500 chilometri di autostrade fino al 2012 e di 41 tangenziali nei centri principali del paese e il miglioramento generale dell'infrastruttura ferroviaria. 

### Partito Social Democratico e Partito Conservatore
Nell'aprile 2008 il leader del PSD Mircea Geoană strinse un accordo con il Partito Conservatore (PC) di Dan Voiculescu, che condusse alla nascita dell'Alleanza PSD+PC, coalizione costruita in vista delle elezioni amministrative e politiche del 2008. Il 27 settembre 2008 fu organizzato un congresso straordinario, che consacrò a livello nazionale l'alleanza tra PSD e PC. I due partiti presentarono i nomi delle liste per le due camere, indicarono in Geoană il proprio candidato alla funzione di premier e pubblicarono il programma di governo predisposto in caso di vittoria alle legislative. Il capo della campagna elettorale fu Miron Mitrea.
Sul piano della comunicazione il PSD si lanciò in promesse elettorali volte a correggere il presunto fallimento in materia sociale del governo Tăriceanu. Oltre a sostenere in parlamento la legge per la maggiorazione dei salari dei professori del 50%, nel programma dell'alleanza figuravano il raddoppiamento delle pensioni per gli agricoltori, la concessione di prestiti non rimborsabili per 25.000 euro ai giovani contadini, la costruzione di migliaia di chilometri di autostrade, di asili e basi sportive. Il PSD provava a sottolineare il proprio ruolo nel miglioramento della vita degli uomini semplici, strategia elettorale che rientrava nel solco della tradizione paternalista dell'ex presidente Ion Iliescu. In fase di presentazione del programma Geoană affermò pubblicamente che avrebbe raddoppiato il salario minimo e riconosciuto molti più vantaggi ai pensionati. Sul piano della previdenza sociale i trattamenti sarebbero aumentati del 50%, sarebbe stata introdotta la tredicesima mensilità e sarebbe stato istituito un fondo di solidarietà a carico delle grandi aziende, che avrebbero contribuito con l'1% del loro utile.
PSD e PC si prefiggevano di portare avanti una crescita economica media annuale del 6%, di spingere il tasso di occupazione al 65% entro il 2012, di favorire la crescita del salario medio del 75% (fino a 905 euro), consentendo il contemporaneo aumento di quello minimo rapportandolo al 50% del medio, di mantenere la quota unica per le imposte sui redditi al 16% e di offrire esenzioni fiscali per i profitti investiti in strumenti e tecnologie. L'1% del PIL sarebbe stato assegnato alla ricerca, il 6% all'istruzione e un altro 6% alla sanità. Su questo punto il partito si impegnava a costruire otto nuovi poli ospedalieri regionali. 
Tra le altre proposte figuravano sgravi sull'energia elettrica per la popolazione, la riduzione dell'IVA al 5% per i generi alimentari di base e la sua maggiorazione al 25% per i prodotti di lusso. In campo agricolo l'alleanza garantiva sovvenzioni per ogni ettaro coltivato, per l'acquisto di carburanti, per le irrigazioni e per gli strumenti di lavoro.
Nel campo delle infrastrutture il programma prometteva la costruzione di 1.000 km di autostrade e la modernizzazione di 1.000 km di rete ferroviaria. Correlandolo a tale obiettivo il partito sosteneva che, perfezionando il sistema di assorbimento dei fondi europei, la Romania sarebbe diventata la Spagna dell'Europa centro-orientale, riuscendo ad utilizzare gli stanziamenti per la creazione di una moderna rete di infrastrutture.

### Partito Nazionale Liberale
Dato nei sondaggi prevoto come terza forza con una quota tra il 18 e il 20%, a inizio 2008 il PNL lanciò l'idea di un polo di centro-destra con altre formazioni minori: Azione Popolare (AP) e Partito Nazionale Contadino Cristiano Democratico (PNȚCD). Nel mese di aprile assorbì AP, mentre alcuni rappresentanti del PNȚCD si candidarono direttamente nelle liste del PNL. Agì allo stesso modo anche con il piccolo partito Forza Democratica di Romania di Petre Roman. Sul piano delle alleanze nel corso del 2008 furono avviate le trattative per una potenziale coalizione di governo con il PSD nella nuova legislatura, ma i contatti non ebbero seguito. Il PNL presentò ufficialmente i propri candidati nel corso di un evento che ebbe luogo il 22 settembre 2008. La campagna elettorale fu curata da Bogdan Olteanu.
In tale fase gli obiettivi dichiarati del leader del partito Tăriceanu, che puntava a trasformare la Romania nella settima forza economica d'Europa, erano quelli del consolidamento dello stato di diritto, della modernizzazione del paese, della realizzazione di una riforma costituzionale che favorisse la rappresentazione e la partecipazione dei cittadini, della preparazione del sistema economico e della società all'ingresso nell'area euro, della riforma del sistema educativo, del decentramento e della definizione dell'identità nazionale in rapporto a quella europea.
Per il sostegno a cittadini e imprese il programma del PNL prometteva l'innalzamento del salario minimo al 45% del salario medio (a sua volta da aumentare del 65% a 800 euro) entro il 2012, il correlamento delle pensioni minime al 45% del salario medio, la riduzione della disoccupazione giovanile dal 20,1% del 2007 al 17% nel 2012, mentre il tasso di occupazione sarebbe dovuto crescere al 68%, e la diminuzione dei contributi sociali per i dipendenti del 10%. Sul piano economico e fiscale il partito prevedeva di ridurre il deficit pubblico all'1% del PIL, varare misure contro l'inflazione, mantenere la flat tax al 16%, abbassare l'IVA per alcuni beni e servizi, specialmente in campo energetico, portare l'IVA per i medicinali al 5% e azzerarla per le attività di export in campo turistico. Tra gli altri punti si impegnava a migliorare la capacità di riscossione delle imposte al 40% del PIL, ad adottare una legge unica per gli stipendi della pubblica amministrazione e a creare una piattaforma elettronica centralizzata per gli acquisti pubblici. Il PNL avrebbe assegnato l'1% del PIL al settore della ricerca a partire dal 2010 e il 7% alla sanità entro il 2012. Sulla salute il programma prevedeva la costruzione di 32 nuove unità ospedaliere di pronto soccorso e il rinnovamento di altre 15 esistenti.
Tra le altre promesse elettorali figuravano la riduzione delle emissioni di gas serra del 20%, la costruzione e la ristrutturazione di numerose reti stradali (1.350 km di autostrada, 761 km di superstrade, 765 km di tagenziali, 5.120 km di strade statali).

### Altri partiti
L'Unione Democratica Magiara di Romania (UDMR), rappresentante della minoranza ungherese, era reduce dall'esperienza di governo con il PNL e rimase per buona parte della campagna elettorale al margine della soglia di sbarramento. Tra le rivendicazioni del proprio programma figuravano una maggiore autonomia amministrativa, il decentramento finanziario (accompagnato alla proposta di assegnare alle autorità locali il 15% del gettito dell'IVA e delle imposte sul reddito) e un ampio sostegno all'insegnamento in lingua ungherese.
Oltre a essere penalizzati da una legge elettorale che favoriva i grandi partiti, i gruppi nazionalisti e di estrema destra quali il Partito Grande Romania (PRM) e il Partito Nuova Generazione-Cristiano Democratico (PNG) non riuscirono ad imporsi come attori politici di primo piano. Malgrado le proteste contro la legge elettorale di Corneliu Vadim Tudor (PRM), che non esitò a bollare come "criminali" i politici e i giudici, il discorso antisistema e anticorruzione fu appannaggio del PDL. Il PRM era già in calo dall'anno precedente, quando il partito non riuscì a superare la soglia di sbarramento alle elezioni europee. Il nazionalismo, quindi, rappresentò un tema di minor interesse per l'elettorato.

## Sondaggi
| Data                                    | Casa Sondaggistica | Campione | PDL   | PSD   | PC    | PNL   | UDMR | PRM  | PNG  | Altri | Vantaggio |
| --------------------------------------- | ------------------ | -------- | ----- | ----- | ----- | ----- | ---- | ---- | ---- | ----- | --------- |
| Exit Poll (h 21:00) Camera dei deputati | INSOMAR            | N.D.     | 30,8% | 36%   | 36%   | 20,4% | 6,7% | –    | –    | –     | 5,2%      |
| Exit Poll (h 21:00) Senato              | INSOMAR            | N.D.     | 31,7% | 35,7% | 35,7% | 19,8% | 6,7% | –    | –    | –     | 4%        |
| 23-26 Novembre 2008 Camera dei deputati | BCS                | 1.375    | 31,1  | 32%   | 32%   | 21,3% | 6,3% | 4,3% | 3,2% | 1,8%  | 0,9%      |
| 23-26 Novembre 2008 Senato              | BCS                | 1.375    | 32,1  | 32,2% | 32,2% | 20,8% | 5,9% | 4,2% | 3,9% | 0,9%  | 0,1%      |
| 19-23 Novembre 2008                     | CSOP               | 1.034    | 34%   | 31%   | 31%   | 21%   | 7%   | 3%   | 3%   | 1%    | 3%        |
| 21-23 Novembre 2008                     | INSOMAR            | 12.494   | 32%   | 35%   | 35%   | 21%   | 5%   | 3%   | 3%   | 1%    | 3%        |
| 17-21 Novembre 2008 Camera dei deputati | BCS                | 1.156    | 32,3% | 31,2% | 31,2% | 21,4% | 6,1% | 4,2% | 2,7% | 2,1%  | 1,1%      |
| 17-21 Novembre 2008 Senato              | BCS                | 1.156    | 32,8% | 31,1% | 31,1% | 21,5% | 6%   | 4,1% | 3,1% | 1,4%  | 1,7%      |
| 10-14 Novembre 2008 Camera dei deputati | BCS                | 1.604    | 34,7% | 31,7% | 31,7% | 20%   | 5%   | 3,7% | 3%   | 1,9%  | 3%        |
| 10-14 Novembre 2008 Senato              | BCS                | 1.604    | 34,2% | 32%   | 32%   | 19,8% | 5,2% | 3,6% | 3,2% | 2%    | 2,2%      |
| 9-11 Novembre 2008                      | CCSB               | 1.021    | 34,5% | 37,7% | 37,7% | 14,4% | 6,6% | 4,4% | 2,3% | –     | 3,2%      |
| 30 Ott.-3 Nov. 2008                     | INSOMAR            | 1.201    | 37%   | 32%   | 32%   | 17%   | 6%   | 5%   | 3%   | –     | 5%        |
| 25-27 Ottobre 2008                      | CCSB               | 1.107    | 35%   | 37%   | 37%   | 18%   | 6%   | 3%   | 2%   | –     | 2%        |
| 10-23 Ottobre 2008                      | CURS               | 1.103    | 32%   | 31%   | 31%   | 18%   | 5%   | 5%   | 5%   | 4%    | 1%        |
| 22-25 Settembre 2008                    | CCSB               | 1.068    | 34%   | 36%   | 36%   | 20%   | 5%   | 3%   | 2%   | –     | 2%        |
| 12-17 Settembre 2008                    | INSOMAR            | 1.488    | 39%   | 25%   | 1%    | 20%   | 4%   | 4%   | 3%   | 4%    | 14%       |
| 1-16 Settembre 2008                     | Metro Media        | 1.540    | 37%   | 28%   | 3%    | 17%   | 5%   | 5%   | 3%   | 2%    | 9%        |
| 25 Ago.-5 Set. 2008                     | ATLE               | N.D.     | 30,2% | 33,1% | 3,1%  | 16%   | 4,8% | 3,4% | 3,2% | 6,2%  | 2,9%      |
| 22-30 Luglio 2008                       | INSOMAR            | 1.506    | 38%   | 26%   | –     | 16%   | 4%   | 3%   | –    | 13%   | 12%       |
| 27 giugno 2008                          | IMAS               | 1.245    | 40%   | 26%   | –     | 18%   | 5%   | 3%   | 5%   | 3%    | 14%       |
|                                         |                    |          | PDL   | PSD   | PC    | PNL   | UDMR | PRM  | PNG  | Altri | Vantaggio |

## Risultati

### Risultati generali
Camera dei Deputati
| Liste                                 | Liste                                                                | Liste    | Voti      | %     | Seggi | +/- (%) | +/- (Seggi) |
| ------------------------------------- | -------------------------------------------------------------------- | -------- | --------- | ----- | ----- | ------- | ----------- |
|                                       | Partito Democratico Liberale                                         | PD-L     | 2 228 860 | 32,36 | 115   | [ 2 ]   | 67          |
|                                       | Alleanza PSD+PC - Partito Social Democratico - Partito Conservatore  | PSD+PC   | 2 279 449 | 33,09 | 114   | 3,52    | 18          |
|                                       | Partito Nazionale Liberale                                           | PNL      | 1 279 063 | 18,57 | 65    | [ 4 ]   | 1           |
|                                       | Unione Democratica Magiara di Romania                                | UDMR     | 425 008   | 6,17  | 22    | 0,01    | Stabile     |
|                                       | Partito Grande Romania                                               | PRM      | 217 595   | 3,15  | -     | 9,77    | 48          |
|                                       | Partito Nuova Generazione - Cristiano Democratico                    | PNG-CD   | 156 900   | 2,27  | -     | 0,04    | [ 63 ]      |
|                                       | Partito dei Rom                                                      | PR       | 44 037    | 0,63  | 1     | 0,08    | Stabile     |
|                                       | Forum Democratico dei Tedeschi in Romania                            | FDGR     | 23 190    | 0,33  | 1     | 0,02    | Stabile     |
|                                       | Federazione delle Comunità Ebraiche di Romania                       | FCER     | 22 393    | 0,32  | 1     | 0,24    | Stabile     |
|                                       | Partito Verde Ecologista - Partito Verde - Partito Ecologista Romeno | PVE      | 18 279    | 0,26  | -     |         |             |
|                                       | Unione Democratica degli Slovacchi e dei Cechi di Romania            | UDSCR    | 15 373    | 0,22  | 1     | 0,17    | Stabile     |
|                                       | Unione Bulgara del Banato                                            | UBB      | 14 039    | 0,20  | 1     | 0,05    | Stabile     |
|                                       | Unione degli Armeni di Romania                                       | UAR      | 13 829    | 0,20  | 1     | 0,11    | Stabile     |
|                                       | Unione Democratica dei Tatari Turco-Musulmani di Romania             | UDTTMR   | 11 868    | 0,17  | 1     | 0,11    | Stabile     |
|                                       | Associazione dei Macedoni di Romania                                 | AMR      | 11 814    | 0,17  | 1     | 0,08    | Stabile     |
|                                       | Unione Democratica dei Serbi di Romania                              | UDSR     | 10 878    | 0,15  | 1     | 0,09    | Stabile     |
|                                       | Associazione degli Italiani di Romania                               | RO.AS.IT | 9 567     | 0,13  | 1     | 0,07    | Stabile     |
|                                       | Unione Democratica Turca di Romania                                  | UDTR     | 9 482     | 0,13  | 1     | 0,06    | Stabile     |
|                                       | Unione degli Ucraini di Romania                                      | UUR      | 9 338     | 0,13  | 1     | 0,03    | Stabile     |
|                                       | Comunità dei Russi Lipoveni di Romania                               | CRLR     | 9 203     | 0,13  | 1     | 0,03    | Stabile     |
|                                       | Unione dei Croati di Romania                                         | UCR      | 9 047     | 0,13  | 1     | 0,03    | Stabile     |
|                                       | Unione Ellenica di Romania                                           | UER      | 8 875     | 0,12  | 1     | 0,05    | Stabile     |
|                                       | Associazione Lega degli Albanesi di Romania                          | ALAR     | 8 792     | 0,12  | 1     | 0,06    | Stabile     |
|                                       | Partito Popolare e della Protezione Sociale                          | PPPS     | 8 388     | 0,12  | -     |         |             |
|                                       | Unione dei Polacchi di Romania                                       | UPR      | 7 670     | 0,11  | 1     | 0,06    | Stabile     |
|                                       | Unione Culturale dei Ruteni di Romania                               | UCRR     | 4 514     | 0,06  | 1     | 0,04    | Stabile     |
|                                       | Partito Socialista Romeno                                            | PSR      | 585       | 0,00  | -     | 0,27    | Stabile     |
|                                       | Partito Nazionale Democratico Cristiano                              | PNDC     | 316       | 0,00  | -     | 0,27    | Stabile     |
|                                       | Partito della Romania Europea                                        |          | 87        | 0,00  | -     |         |             |
|                                       | Indipendenti                                                         | Ind.     | 28 355    | 0,29  | -     |         |             |
| Totale                                | Totale                                                               | Totale   | 6 886 794 |       | 334   |         | 2           |
| Fonte: Autorità Elettorale Permanente |                                                                      |          |           |       |       |         |             |

| Voti nulli                  | 210 994    |
| Votanti (affluenza: 39,20%) | 7 238 871  |
| Aventi diritto voto         | 18 464 274 |

Senato
| Liste                                 | Liste                                                                | Liste  | Voti      | %     | Seggi | +/- (%) | +/- (Seggi) |
| ------------------------------------- | -------------------------------------------------------------------- | ------ | --------- | ----- | ----- | ------- | ----------- |
|                                       | Partito Democratico Liberale                                         | PD-L   | 2 312 358 | 33,57 | 51    | [ 2 ]   | 30          |
|                                       | Alleanza PSD+PC - Partito Social Democratico - Partito Conservatore  | PSD+PC | 2 352 968 | 34,16 | 49    | 2,96    | 8           |
|                                       | Partito Nazionale Liberale                                           | PNL    | 1 291 029 | 18,74 | 28    | [ 4 ]   | [ 4 ]       |
|                                       | Unione Democratica Magiara di Romania                                | UDMR   | 440 449   | 6,39  | 9     | 0,17    | 1           |
|                                       | Partito Grande Romania                                               | PRM    | 245 930   | 3,57  | -     | 10,06   | 21          |
|                                       | Partito Nuova Generazione - Cristiano Democratico                    | PNG-CD | 174 519   | 2,53  | -     | 0,17    | [ 63 ]      |
|                                       | Partito Verde Ecologista - Partito Verde - Partito Ecologista Romeno | PVE    | 48 119    | 0,69  | -     |         |             |
|                                       | Partito Popolare e della Protezione Sociale                          | PPPS   | 10 805    | 0,15  | -     |         |             |
|                                       | Partito Nazionale Democratico Cristiano                              | PNDC   | 1 365     | 0,01  | -     | 0,31    | Stabile     |
|                                       | Partito Socialista Romeno                                            | PSR    | 445       | 0,00  | -     | 0,41    | Stabile     |
|                                       | Indipendenti                                                         | Ind.   | 10 068    | 0,13  | -     |         |             |
| Totale                                | Totale                                                               | Totale | 6 888 055 |       | 137   |         | Stabile     |
| Fonte: Autorità Elettorale Permanente |                                                                      |        |           |       |       |         |             |

| Voti nulli                  | 172 884    |
| Votanti (affluenza: 39,20%) | 7 238 871  |
| Aventi diritto voto         | 18 464 274 |

### Risultati per distretto
Camera dei deputati
| Distretto                             | Affluenza | %     | %      | %     | %     | %    | %    | %     |
| Distretto                             | Affluenza | PDL   | PSD+PC | PNL   | UDMR  | PRM  | PNG  | Altri |
| ------------------------------------- | --------- | ----- | ------ | ----- | ----- | ---- | ---- | ----- |
| Alba                                  | 41,34%    | 47,31 | 20,00  | 21,58 | 3,91  | 2,52 | 1,60 | 3,08  |
| Arad                                  | 37,16%    | 48,23 | 21,23  | 13,12 | 8,27  | 3,48 | 2,17 | 3,50  |
| Argeș                                 | 37,12%    | 27,82 | 45,39  | 15,49 | 0,12  | 4,91 | 3,17 | 3,10  |
| Bacău                                 | 38,13%    | 29,71 | 38,00  | 23,66 | 0,55  | 3,22 | 1,59 | 3,27  |
| Bihor                                 | 42,10%    | 21,91 | 18,36  | 24,69 | 25,12 | 4,35 | 2,36 | 3,21  |
| Bistrița-Năsăud                       | 40,74%    | 36,33 | 31,97  | 18,78 | 5,43  | 3,10 | 1,57 | 2,82  |
| Botoșani                              | 39,66%    | 26,28 | 32,75  | 25,70 | 0,20  | 4,34 | 3,74 | 6,99  |
| Brașov                                | 36,29%    | 38,50 | 23,01  | 22,91 | 7,60  | 3,48 | 1,22 | 3,28  |
| Brăila                                | 36,46%    | 23,30 | 47,65  | 15,74 | 0,19  | 4,32 | 3,14 | 5,66  |
| Bucarest                              | 30,52%    | 37,55 | 33,42  | 15,84 | 0,36  | 4,12 | 4,93 | 3,78  |
| Buzău                                 | 44,22%    | 26,44 | 38,59  | 26,85 | 0,13  | 2,49 | 1,77 | 3,73  |
| Caraș-Severin                         | 37,15%    | 31,59 | 29,80  | 22,71 | 1,00  | 3,52 | 5,46 | 5,92  |
| Călărași                              | 35,03%    | 29,76 | 21,38  | 38,81 | 0,12  | 3,30 | 2,03 | 4,60  |
| Cluj                                  | 37,42%    | 39,81 | 19,16  | 14,95 | 16,39 | 4,43 | 2,02 | 3,24  |
| Costanza                              | 43,86%    | 27,14 | 47,80  | 14,86 | 0,13  | 2,67 | 1,43 | 5,97  |
| Covasna                               | 33,12%    | 8,40  | 10,88  | 4,26  | 61,50 | 1,57 | 2,02 | 11,37 |
| Dâmbovița                             | 46,83%    | 45,73 | 35,96  | 10,09 | 0,21  | 2,66 | 2,15 | 3,20  |
| Dolj                                  | 43,64%    | 31,74 | 47,94  | 13,08 | 0,12  | 2,23 | 1,35 | 3,54  |
| Galați                                | 37,71%    | 27,97 | 46,53  | 15,82 | 0,41  | 3,39 | 2,08 | 3,80  |
| Giurgiu                               | 42,79%    | 24,37 | 18,92  | 47,76 | 0,17  | 2,67 | 1,00 | 5,11  |
| Gorj                                  | 41,21%    | 31,32 | 44,42  | 14,95 | 0,41  | 3,92 | 2,26 | 2,72  |
| Harghita                              | 40,74%    | 3,22  | 6,35   | 3,64  | 75,31 | -    | 0,65 | 10,83 |
| Hunedoara                             | 43,43%    | 33,54 | 31,32  | 23,74 | 3,53  | 3,64 | 1,16 | 3,07  |
| Ialomița                              | 37,08%    | 26,34 | 42,90  | 19,30 | 0,10  | 3,43 | 2,37 | 5,56  |
| Iași                                  | 36,75%    | 31,14 | 34,37  | 22,99 | 0,16  | 3,16 | 1,83 | 6,35  |
| Ilfov                                 | 44,93%    | 38,63 | 29,57  | 23,65 | 0,18  | 1,98 | 3,14 | 2,85  |
| Maramureș                             | 35,19%    | 32,85 | 30,46  | 19,22 | 7,78  | 3,39 | 2,77 | 3,53  |
| Mehedinți                             | 44,48%    | 35,58 | 34,31  | 21,60 | 0,37  | 2,67 | 1,07 | 4,40  |
| Mureș                                 | 42,48%    | 20,16 | 17,63  | 14,14 | 39,48 | 3,85 | 1,74 | 3,00  |
| Neamț                                 | 43,44%    | 40,64 | 34,63  | 14,11 | 0,09  | 2,44 | 1,58 | 6,51  |
| Olt                                   | 46,48%    | 32,36 | 45,02  | 15,80 | 0,16  | 2,57 | 1,11 | 2,98  |
| Prahova                               | 37,21%    | 36,92 | 32,24  | 21,22 | 0,23  | 3,11 | 3,78 | 2,50  |
| Satu Mare                             | 36,09%    | 23,66 | 22,63  | 10,98 | 36,05 | 1,61 | 1,91 | 3,16  |
| Sălaj                                 | 45,20%    | 23,72 | 25,50  | 17,25 | 27,01 | 2,35 | 1,59 | 2,58  |
| Sibiu                                 | 36,89%    | 41,48 | 25,72  | 17,28 | 2,11  | 2,85 | 1,18 | 9,38  |
| Suceava                               | 40,98%    | 42,41 | 30,83  | 15,03 | 0,36  | 2,47 | 2,40 | 6,50  |
| Teleorman                             | 50,68%    | 27,48 | 40,39  | 26,67 | 0,10  | 1,77 | 1,19 | 2,40  |
| Timiș                                 | 31,50%    | 41,06 | 27,41  | 14,18 | 5,29  | 3,45 | 1,61 | 7,00  |
| Tulcea                                | 34,42%    | 38,96 | 29,04  | 14,35 | 0,16  | 4,47 | 5,25 | 7,77  |
| Vaslui                                | 37,94%    | 24,69 | 42,67  | 19,71 | 0,16  | 4,00 | 2,76 | 6,01  |
| Vâlcea                                | 43,15%    | 27,38 | 40,77  | 23,86 | 0,23  | 3,12 | 1,49 | 3,15  |
| Vrancea                               | 46,87%    | 28,85 | 48,78  | 15,84 | 0,08  | 1,17 | 1,27 | 4,01  |
| Estero                                | -         | 46,51 | 15,17  | 21,22 | 4,21  | 4,32 | 2,92 | 5,65  |
| Fonte: Autorità Elettorale Permanente |           |       |        |       |       |      |      |       |

Senato
| Distretto                             | Affluenza | %     | %      | %     | %     | %    | %    | %     |
| Distretto                             | Affluenza | PDL   | PSD+PC | PNL   | UDMR  | PRM  | PNG  | Altri |
| ------------------------------------- | --------- | ----- | ------ | ----- | ----- | ---- | ---- | ----- |
| Alba                                  | 41,34%    | 46,60 | 21,60  | 21,04 | 4,05  | 2,84 | 2,66 | 1,21  |
| Arad                                  | 37,16%    | 49,15 | 20,39  | 15,51 | 9,04  | 3,69 | 2,22 | -     |
| Argeș                                 | 37,12%    | 26,13 | 47,33  | 16,68 | 0,17  | 5,09 | 2,64 | 1,96  |
| Bacău                                 | 38,13%    | 29,54 | 38,18  | 24,61 | 0,50  | 3,45 | 1,73 | 1,99  |
| Bihor                                 | 42,10%    | 23,46 | 18,45  | 26,57 | 25,55 | 3,94 | 2,02 | -     |
| Bistrița-Năsăud                       | 40,74%    | 36,40 | 34,95  | 15,66 | 5,83  | 3,74 | 2,16 | 1,26  |
| Botoșani                              | 39,66%    | 30,50 | 31,93  | 28,56 | 0,30  | 4,85 | 3,54 | 0,32  |
| Brașov                                | 36,29%    | 37,92 | 25,59  | 21,80 | 7,86  | 3,61 | 1,41 | 1,81  |
| Brăila                                | 36,46%    | 22,99 | 49,68  | 15,17 | 0,29  | 5,06 | 3,04 | 3,77  |
| Bucarest                              | 30,52%    | 38,37 | 34,82  | 15,52 | 0,44  | 4,81 | 4,99 | 1,05  |
| Buzău                                 | 44,22%    | 26,78 | 40,11  | 26,74 | 0,20  | 2,92 | 2,39 | 0,86  |
| Caraș-Severin                         | 37,15%    | 36,90 | 28,43  | 22,46 | 1,07  | 3,96 | 6,22 | 0,96  |
| Călărași                              | 35,03%    | 30,41 | 21,76  | 40,93 | 0,28  | 4,37 | 2,25 | -     |
| Cluj                                  | 37,42%    | 41,70 | 18,54  | 15,57 | 16,68 | 5,64 | 1,87 | -     |
| Costanza                              | 43,86%    | 28,52 | 51,37  | 14,88 | 0,31  | 2,89 | 1,81 | 0,22  |
| Covasna                               | 33,12%    | 7,86  | 11,89  | 4,12  | 61,95 | 2,20 | 1,89 | 10,09 |
| Dâmbovița                             | 46,83%    | 47,21 | 35,63  | 10,34 | 0,29  | 2,70 | 2,47 | 1,36  |
| Dolj                                  | 43,64%    | 31,84 | 50,12  | 13,29 | 0,16  | 2,24 | 1,40 | 0,95  |
| Galați                                | 37,71%    | 30,02 | 45,94  | 16,54 | 0,37  | 3,61 | 2,28 | 1,24  |
| Giurgiu                               | 42,79%    | 25,53 | 20,21  | 49,51 | 0,30  | 3,04 | 1,41 | -     |
| Gorj                                  | 41,21%    | 33,18 | 45,82  | 13,14 | 0,48  | 5,11 | 2,26 | -     |
| Harghita                              | 40,74%    | 4,41  | 5,72   | 3,11  | 79,48 | -    | 1,27 | 6,01  |
| Hunedoara                             | 43,43%    | 28,98 | 33,41  | 26,42 | 4,68  | 4,76 | 1,75 | -     |
| Ialomița                              | 37,08%    | 29,84 | 45,64  | 17,80 | 0,19  | 4,26 | 2,28 | -     |
| Iași                                  | 36,75%    | 33,25 | 35,79  | 23,36 | 0,20  | 3,09 | 1,87 | 2,44  |
| Ilfov                                 | 44,93%    | 39,87 | 30,61  | 23,10 | 0,25  | 2,11 | 3,51 | 0,55  |
| Maramureș                             | 35,19%    | 32,70 | 32,20  | 18,22 | 8,12  | 4,20 | 3,45 | 1,11  |
| Mehedinți                             | 44,48%    | 39,42 | 33,44  | 22,14 | 0,38  | 2,82 | 1,80 | -     |
| Mureș                                 | 42,48%    | 21,02 | 18,78  | 12,66 | 38,92 | 5,08 | 1,89 | 1,65  |
| Neamț                                 | 43,44%    | 42,73 | 36,12  | 13,10 | 0,17  | 2,83 | 4,01 | 1,04  |
| Olt                                   | 46,48%    | 33,00 | 48,50  | 14,18 | 0,22  | 2,77 | 1,34 | -     |
| Prahova                               | 37,21%    | 37,90 | 32,26  | 21,93 | 0,40  | 3,45 | 3,93 | 0,13  |
| Satu Mare                             | 36,09%    | 22,47 | 22,10  | 12,98 | 36,55 | 1,81 | 2,11 | 1,98  |
| Sălaj                                 | 45,20%    | 25,69 | 27,41  | 15,04 | 28,01 | 1,70 | 2,16 | -     |
| Sibiu                                 | 36,89%    | 47,48 | 25,34  | 16,25 | 2,52  | 4,05 | 2,30 | 2,06  |
| Suceava                               | 40,98%    | 47,11 | 31,87  | 13,95 | 0,36  | 3,17 | 2,46 | 1,08  |
| Teleorman                             | 50,68%    | 29,29 | 41,85  | 24,96 | 0,28  | 2,12 | 1,39 | 0,11  |
| Timiș                                 | 31,50%    | 40,89 | 28,52  | 17,60 | 5,25  | 3,81 | 1,96 | 1,97  |
| Tulcea                                | 34,42%    | 42,91 | 31,22  | 15,03 | 0,44  | 5,13 | 4,78 | 0,49  |
| Vaslui                                | 37,94%    | 28,46 | 43,31  | 20,14 | 0,33  | 4,82 | 2,94 | -     |
| Vâlcea                                | 43,15%    | 28,70 | 39,80  | 26,01 | 0,31  | 3,56 | 1,63 | -     |
| Vrancea                               | 46,87%    | 31,18 | 51,34  | 15,62 | 0,20  | -    | 1,66 | -     |
| Estero                                | -         | 46,46 | 13,23  | 23,51 | 5,11  | 7,49 | 3,05 | 1,15  |
| Fonte: Autorità Elettorale Permanente |           |       |        |       |       |      |      |       |

## Conseguenze

### Esito e critiche al sistema elettorale
Le elezioni furono marcate da un alto astensionismo, con un'affluenza che si attestò al 39,2%, il peggior dato sulla presenza fino a quel momento nella storia della Romania dopo il 1989.
Nonostante il maggior numero di voti ottenuto sia alla camera che al senato (rispettivamente 33,1% e 34,1%), il PSD conseguì un minor numero di parlamentari rispetto al PDL (32,3% alla camera e 33,5% al senato), in virtù dell'assegnazione dei seggi prevista dalla legge elettorale. Circa il 20% dei membri del nuovo parlamento fu eletto nei collegi elettorali in base al voto maggioritario uninominale, poiché i candidati avevano ottenuto oltre il 50% delle preferenze. I seggi restanti furono assegnati in base al proporzionale.
Le regole di redistribuzione generarono numerosi casi in cui i candidati che erano arrivati primi nei propri collegi, ma che avevano ottenuto meno del 50%, non risultarono eletti. In queste situazioni il seggio andò ai secondi o terzi classificati, che rappresentavano uno dei partiti cui spettavano i posti in parlamento secondo la redistribuzione su base proporzionale a livello distrettuale o nazionale. Con queste regole, il candidato dell'UDMR nel collegio Africa e Asia della circoscrizione estero, Iosif Koto, riuscì ad ottenere l'elezione a deputato con soli 34 voti a fronte dei 1.768 espressi nella sezione. Si verificò persino un caso in cui un collegio uninominale elesse due deputati invece di uno. Nel distretto di Arad, infatti, il PDL ottenne con il sistema maggioritario cinque eletti, uno in più rispetto a quanto previsto dall'applicazione del proporzionale. In seguito alla fase di redistribuzione su base proporzionale, perciò, il PDL ottenne un ulteriore deputato, eletto in sovrannumero rispetto ai 315 collegi previsti a livello nazionale.
Per via dei suoi effetti la legge elettorale fu criticata da vari analisti ed esponenti politici appartenenti a diversi partiti, tra i quali il leader del PSD Mircea Geoană.

### Formazione del governo
Vista l'impossibilità di formare individualmente una maggioranza, il PDL, che aveva ottenuto un risicato vantaggio (un deputato e due senatori in più dell'Alleanza PSD+PC), intavolò le trattative per la formazione di un'ampia coalizione di governo con altre forze politiche. L'UDMR fu il primo partito a mostrare la propria disponibilità per una collaborazione con il PDL. L'8 dicembre l'ufficio permanente del PSD approvò con 41 voti favorevoli e 7 contrari un potenziale governo di larghe intese con il PDL.
Il 10 dicembre 2008 il presidente della Romania incaricò Theodor Stolojan del ruolo di primo ministro designato. Per riuscire a costituire una maggioranza parlamentare stabile, il PDL provò a negoziare una soluzione per un nuovo esecutivo di centro-destra con il PNL, ma le trattative naufragarono per via del netto rifiuto dei liberali di legarsi ancora una volta ai democratici in un'alleanza di governo in assenza di ampie garanzie per il loro partito. 
Il PDL si rivolse anche al PSD, riuscendo a siglare un accordo che portò alla creazione del Partenariato per la Romania, un protocollo di collaborazione firmato il 14 dicembre dai presidenti di partito Emil Boc e Mircea Geoană. Il patto era basato su alcuni punti generali, come il mantenimento della flat tax sui redditi al 16%, lo sviluppo delle infrastrutture e la stabilizzazione dell'economia nel contesto della crisi mondiale.
Il 16 dicembre Stolojan si ritirò dall'incarico, mentre Băsescu ripiegò su Emil Boc quale nuovo primo ministro. Il 22 dicembre questi riuscì ad ottenere il voto di fiducia per il suo governo, composto da dieci membri del PDL e dieci del PSD. La coalizione a sostegno del governo Boc I controllava il 70% dei seggi in parlamento. La presidenza del senato andò a Mircea Geoană, mentre quella della camera dei deputati a Roberta Anastase, rappresentante del PDL.